# Highlands Ranch
Highlands Ranch é uma Região censo-designada localizada no estado americano de Colorado, no Condado de Douglas.

## Demografia
Segundo o censo americano de 2000, a sua população era de 70.931 habitantes.

## Geografia
De acordo com o United States Census Bureau tem uma área de
61,0 km², dos quais 60,9 km² cobertos por terra e 0,1 km² cobertos por água. Highlands Ranch localiza-se a aproximadamente 1845 m acima do nível do mar.

## Localidades na vizinhança
O diagrama seguinte representa as localidades num raio de 8 km ao redor de Highlands Ranch.